# 창자신경계
창자신경계(enteric nervous system, ENS) 또는 장신경계(腸神經系), 내인성신경계(intrinsic nervous system)는 자율신경계의 주요 부분 중의 하나로 위장관계의 기능을 지배하는 뉴런의 짜집기와 같은 구조를 갖고 있다. 교감신경계나 부교감신경계와는 독자적으로 움직일 수 있지만, 그들의 영향은 받으며 두 번째 뇌로 불리기도 한다. 신경능선세포에서 유래한다.
창자신경계는 뇌, 척수와는 독립적으로 조절될 수 있으나 건강한 사람에서는 미주신경과 척추앞신경절을 통해 분포하는 자율신경계에 의존한다. 그러나 연구를 통해 미주신경이 잘려도 창자신경계가 가동 가능하다는 것이 알려져 있다. 창자신경계의 신경 세포들은 운동 기능과 위장관계 효소 분비를 조절한다. 이 신경 세포들은 중추신경계와 비슷한 아세틸콜린, 도파민, 세로토닌 등의 여러 신경전달물질을 통해 신호를 주고받는다. 창자에 다수 존재하는 세로토닌과 도파민은 신경위장학의 중요한 연구 대상이다.

## 구조
사람의 창자신경계는 대략 5억 개의 신경 세포로 구성되며 신경 세포 중에서는 여러 종류의 도기엘 세포도 존재한다. 5억 개라는 개수는 뇌에 존재하는 신경 세포의 0.5%, 척수에 존재하는 신경 세포(약 1억 개)의 5배 정도에 해당한다. 또한 고양이의 전체 신경계를 구성하는 신경 세포의 2⁄3에 달한다. 창자신경계는 위장관계를 덮고 있는 세포들 사이에 놓여 있으며 식도에서 시작하여 항문까지 뻗어 있다.
창자신경계의 신경 세포는 근육층신경얼기와 점막밑신경얼기라는 두 종류의 신경얼기에 있는 신경절로 모인다. 근육층신경얼기는 근육층의 돌림근육(circular muscle)과 세로근육(longitudinal muscle) 사이에, 점막밑신경얼기는 점막밑층에 위치한다.

### 근육층신경얼기
근육층신경얼기(아우어바흐 신경얼기, Auerbach's plexus)는 민말이집 신경 섬유와 신경절 이후 자율신경세포체가 모여 있는 구조로, 위장관계의 근육층인 돌림근육과 세로근육 사이에 놓여 있다. 독일의 신경병리학자인 레오폴드 아우어바흐가 처음 발견하여 이름 붙였다. 이 신경 세포들은 돌림근육과 세로근육에 운동 신호를 입력하며 교감신경과 부교감신경 신호를 모두 전달한다. 해부학적 구조는 중추신경계와 비슷하다. 기계수용체나 화학수용체 같은 감각수용체들도 포함되어 있으며 이들은 창자신경계의 연합 신경 세포로 감각 신호를 보낸다. 미주신경의 부교감신경핵에서 시작되며 앞미주신경줄기, 뒤미주신경줄기를 통해 숨뇌와 교통한다.

### 점막밑신경얼기
점막밑신경얼기(마이스너 신경얼기, Meissner's plexus)는 위장관계의 점막밑층에 존재한다. 독일의 생리학자인 게오르그 마이스너가 처음 발견하여 이름 붙였다. 위장관 벽에 위치한 점막층에 분포하는 신경의 이동 경로로 이용된다.

## 기능
반사의 협조와 같은 자율적인 기능을 가능하게 한다. 창자신경계에는 자율신경계가 상당히 분포하지만, 뇌나 척수와는 독립적으로 작동할 수 있다. 신경위장학(neurogastroenterology)에서 창자신경계를 집중적으로 연구한다.

### 복잡성
창자신경계는 여러 이유로 인해 '두 번째 뇌'라고 불리기도 한다. 우선 자율적으로 작동할 수 있으며, (미주신경을 통해) 부교감신경계나 (척추앞신경절을 통해) 자율신경계를 이용하여 중추신경계와 신호를 주고받는다. 그러나 척추동물을 대상으로 한 연구에서 미주신경이 잘려도 창자신경계가 기능을 계속한다는 것을 밝혔다.
척추동물에서 창자신경계에는 들신경섬유, 날신경섬유, 연합신경세포가 존재하며, 이들은 모두 중추신경계에서 오는 입력이 없어도 창자신경계가 통합 중추로 작용하면서 반사가 가능하도록 만든다. 감각신경세포는 물리적, 화학적 상태를 보고하는 역할을 한다. 운동신경세포는 창자의 근육을 통해 꿈틀운동을 조절하고 창자 안의 내용물이 잘 섞이도록 한다. 다른 신경세포들은 효소 분비를 조절한다. 30가지가 넘는 신경전달물질이 창자신경계에서 작용하며, 이 중 대부분은 중추신경계에서도 똑같이 발견되는 아세틸콜린, 도파민, 세로토닌 등이다. 인체의 전체 세로토닌 중 90% 이상, 전체 도파민의 50% 가량이 창자에 존재한다.
창자신경계는 들어온 음식물의 부피나 영양소 구성에 따라 반응을 바꿀 수 있는 능력이 있다. 또한 뇌의 별아교세포와 비슷하게 주변을 지지하는 세포들과, 대뇌의 혈관에 존재하는 혈액뇌장벽과 유사하게 모세혈관 주변을 둘러싸고 있는 확산 장벽을 가지고 있다.

### 꿈틀운동

꿈틀운동이 일어나는 것을 간단히 표현한 그림

꿈틀운동(peristalsis)은 근육으로 이루어진 관 모양 구조를 따라 아래 방향으로 근육의 수축과 이완이 연속적으로 일어나는 것이다. 사람이나 다른 포유류에서 꿈틀운동인 소화계의 평활근이 음식을 소화하기 위해 이동시키는 데에 이용된다. 'Peristalsis'라는 단어는 근대 라틴어 단어이며 그리스어 단어인 'peristallein'에서 유래했다. 생리학자인 윌리엄 베일리스와 어니스트 스탈링이 1899년 꿈틀운동을 발견했다. 이들은 개의 작은창자를 대상으로 한 연구에서 창자의 압력이 증가한 것에 대한 반응으로, 자극이 가해진 지점 위쪽의 근육 벽이 수축하고 아래쪽의 근육 벽은 이완하는 것을 발견했다.

### 분절운동
분절운동은 평활근 벽에 의해 일어나는 창자의 수축 운동이다. 한쪽 방향으로 근육의 수축과 이완이 연속적으로 발생하는 꿈틀운동과 달리 분절운동은 돌림근육이 대신 수축하면서 양쪽 방향으로 동시에 발생한다. 분절운동을 통해 창자의 내용물인 미즙은 고루 섞이게 되어 더 잘 흡수될 수 있게 된다.

### 분비
가스트린, 세크레틴과 같은 위장관 호르몬의 분비는 소화 기관들의 벽에 위치한 콜린성 신경세포를 통해 조절된다. 소화 기관들은 들신경섬유와 날신경섬유를 통해 미주신경과 신호를 주고받으며 미주신경 반사를 일으키며, 미주신경 반사를 통해 호르몬 분비가 조절된다.

## 임상적 중요성
신경위장학은 위장의 운동성과 기능성 위장 장애를 이해하고 관리하기 위해 뇌와 창자, 이들의 상호작용을 연구하는 분야이다. 특히 신경위장학이 집중하는 영역은 소화계에 존재하는 교감신경계, 부교감신경계, 창자신경계의 기능, 기능 이상, 기형이다. 신경위장학이라는 용어는 특히 위장의 운동성과 기능성 위장 장애를 다루는 위장병학의 하위 분과를 뜻하기도 한다.

### 기능성 위장 장애
기능성 위장 장애는 위장관계의 활동에 이상이 존재하지만 구조적 기형으로는 원인을 설명할 수 없는 위장관계의 질환들을 가리키는 용어이다. 이러한 질환의 존재를 진단할 수 있는 검사법은 드물다. 신경위장병학의 임상적 연구는 과민성 장 증후군과 같은 흔한 기능성 위장 장애에 집중한다. 과민성 장 증후군은 가장 흔한 기능성 위장 장애이다.

### 운동성 장애
운동성 장애는 신경위장학자들이 연구하는 또 다른 위장관계 장애로, 발생 부위에 따라 식도, 위, 작은창자, 큰창자 장애로 나눌 수 있다. 신경위장학에서의 임상적 연구는 위 식도 역류병 같은 흔한 운동성 장애를 주로 대상으로 한다. 위 식도 역류병은 아래식도조임근을 통해 위산이 역류하여 식도의 점막이 손상되는 질환이다.

### 허혈
허혈로 인해 창자신경계 기능이 손상될 수 있다.

## 추가 이미지

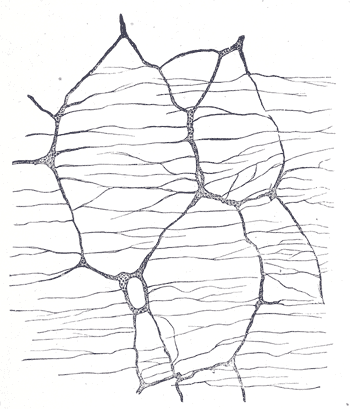
토끼의 근육층신경얼기 (50배율)
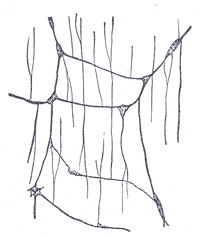
토끼의 점막밑신경얼기 (50배율)

## 추가 자료
- Grosell M, Farrell A P and Brauner C J (Eds) (2010) Fish Physiology: The Multifunctional Gut of Fish Academic Press. ISBN 9780080961361.
- Gershon M. D. (1999), The Second Brain: A Groundbreaking New Understanding of Nervous Disorders of the Stomach and Intestine, Harper Perennial, ISBN 978-0060930721.